# Аргиріаспіс
Аргиріаспіс (Argyriaspis) — рід вимерлих безщелепних хребетних (остракодерм) з підкласу різнощиткових. Жив на початку девонського періоду (лохковське століття ,  410-420 млн років тому). Відомий за скам'янілими панцирами з півночі Східного Сибіру (Таймир і прилеглі регіони).

## Систематика
Аргиріаспіс належав до надкласу безщелепних, класу парноніздрьових (Pteraspidomorphi), підкласу різнощиткових (Heterostraci), ряду птераспідоподібних (Pteraspidiformes), родини амфіаспідових (Amphiaspididae). В іншій системі його відносять до ряду Amphiaspidiformes, родини Siberiaspididae.
Даний рід є монотипичним, тобто представлений тільки одним видом — Argyriaspis tcherkesovae, опис якого виконала палеонтолог Л. І. Новицька в 1971 р. Видову назву дано на честь геолога, палеонтолога і фахівця з брахіопод Світлани Всеволодівни Черкесової (нар. 1929).

## Опис
Тіло цих тварин спереду покривав панцир, що складається зі спинного і черевного щита. Він досягає 16-18 см в довжину, 11-12 см завширшки і близько 0,5 мм в товщину. Спинний щит менш опуклий, ніж черевний, і не має характерного для багатьох разнощіткових поздовжнього гребеня. Панцир в центральній частині покритий візерунком з дрібних горбків і канавок, витягнутих уздовж осі тіла. По краях щита горбки зникають, а канавки розходяться радіально від центру. У товщі панцира проходять канали, а на поверхні — борозни сейсмосенсорної системи (аналог бічної лінії риб). Внутрішні канали (відомі тільки на черевному щиті) з'єднані в складну асиметричну мережу . Всі елементи панцира міцно зросталися . Крайові пластини панцира утворювали спрямовані в сторони шипи, через що тварина виглядала ще більш широкою .
Рот знаходився майже на кінці морди. По його боках містилися очі — сильно редуковані і зовсім маленькі. Позаду очних отворів відкривалися ще одні, ймовірно, аналогічні бризкальцям сучасних скатів і служили для підтримки процесу дихання тварини в той момент, коли вона лежала на череві і, відповідно, всі основні зяброві отвори були закриті .

## Спосіб життя
Ці тварини, найімовірніше, могли пропливати лише дуже невеликі відстані. Вони, напевно, використовували панцир як гідродинамічне крило. Більшу частину часу вони проводили, повністю зарившись в донний мул.
Складна система сенсорних борозен і каналів вказує на те, що в житті цих тварин важливу роль відігравала здатність відчувати рухи води. Можливо, це пов'язано з тим, що вони жили на глинистому дні, де вода була дуже каламутною .

## Виноски
1. 1 2 3 4  Новицкая, 2004, с. 140, Род Argyriaspis.
2. ↑  International Chronostratigraphic Chart (PDF) (англ.). International Commission on Stratigraphy. 2013-01. Архів (PDF) оригіналу за 1 вересня 2013. Процитовано 23 вересня 2013.
3. ↑  forum.zoologist.ru. Архів оригіналу за 8 серпня 2013. Процитовано 24 квітня 2014.
4. 1 2  Новицкая, 2004, с. 138, Семейство Siberiaspididae.
5. ↑  Крымгольц Г. Я., Крымгольц Н. Г. Имена отечественных геологов в палеонтологических названиях. — Санкт-Петербург, 2000. — С. 124–125. Архівовано з джерела 3 грудня 2013 [Архівовано 2013-12-03 у Wayback Machine.]
6. 1 2  БЭКМ, 2012.
7. ↑  Новицкая, 2004, с. 78, Подкласс Heterostraci. Гетеростраки.

## Ресурси Інтернету
- Большая энциклопедия Кирилла и Мефодия (2012). Приложения >> Мультимедиа-панорамы >> Эволюция жизни >> Девон.